# Glenn Hartranft

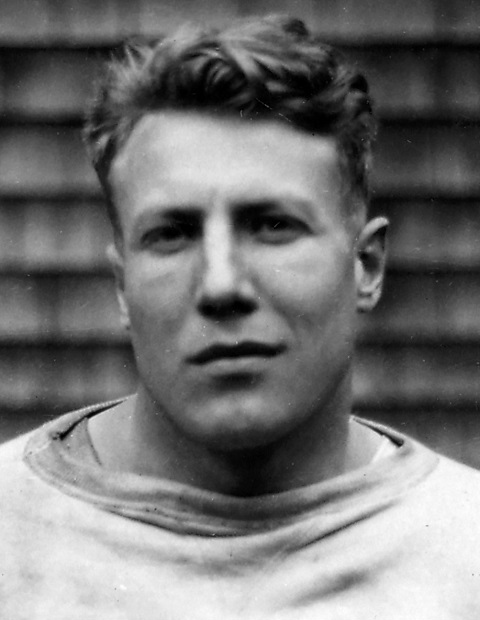
Glenn Hartranft (1924)

Glenn Hartranft (Samuel Glenn „Tiny“ Hartranft; * 3. Dezember 1901 in Aberdeen, South Dakota; † 12. August 1970) war ein US-amerikanischer Kugelstoßer und Diskuswerfer.
Bei den Olympischen Spielen 1924 in Paris gewann er Silber im Kugelstoßen und wurde Sechster im Diskuswurf. Am 2. Mai 1925 steigerte er in San Francisco den Weltrekord seines Landsmanns Thomas Lieb um 28 Zentimeter auf 47,89 Meter. Im selben Jahr wurde er für die Stanford University startend NCAA-Meister im Kugelstoßen.

## Persönliche Bestleistungen
- Kugelstoßen: 15,53 m, 12. April 1924, Palo Alto
- Diskuswurf: 48,18 m, 31. Mai 1925, Cambridge